# Lil Bub
Lil Bub (* 21. Juni 2011; † 1. Dezember 2019) war eine weibliche Katze, die durch ihr auffälliges äußeres Erscheinungsbild Bekanntheit erlangte. Ihr Besitzer war Mike Bridavsky.

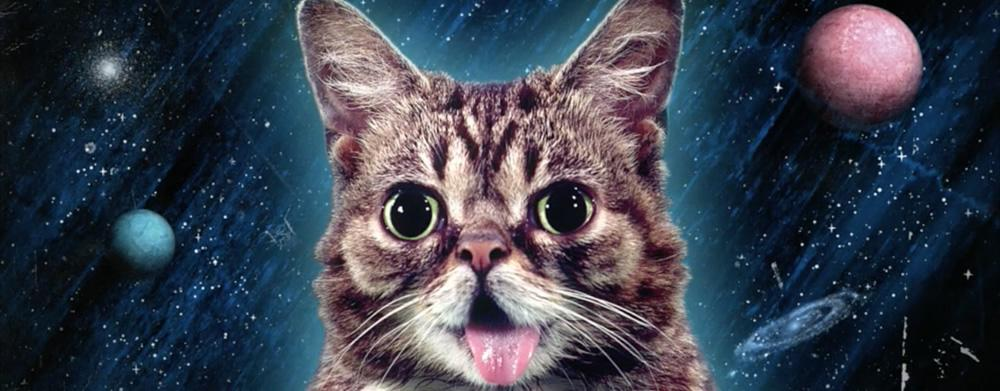
Lil Bub (2013)

## Bekanntheit
Anfang Mai 2015 verfügte Lil Bubs am 27. Mai 2012 eröffnete Facebook-Seite über mehr als 1,8 Mio. Gefällt-mir-Angaben. Die Websuchmaschine Google lieferte bei der Eingabe des Suchbegriffs „Lil Bub“ etwa 660.000 Treffer.
Das erste Foto von Lil Bub wurde im November 2011 auf Tumblr veröffentlicht und anschließend auf Reddit verbreitet. Am 8. November 2011 wurde das erste Video mit dem Titel good job bub.3gp auf YouTube hochgeladen. Der am 12. Oktober 2011 eingerichtete YouTube-Kanal verzeichnete im Mai 2015 über 160.000 Abonnenten und etwa 26,4 Millionen Videoaufrufe. Auf der Foto- und Video-Sharing-Plattform Instagram sowie dem Microblogging-Dienst Twitter verfügte Lil Bub über etwa 2.100.000 bzw. 54.000 sogenannte Follower, die Veröffentlichungen diverser Inhalte verfolgen.

## Hintergrund
Lil Bubs Bekanntheit gründete sich maßgeblich auf ihr auffälliges Äußeres. Sie kam im Juni 2011 mit diversen genetischen Mutationen zur Welt, musste per Flasche ernährt werden und konnte zunächst nur schwer vermittelt werden. Als ihr späterer Besitzer, Mike Bridavsky, sie zum ersten Mal sah, nahm er sie auf und sagte: „Hey, Bub!“. Lil Bub litt sowohl an Polydaktylie als auch an genetisch bedingtem felinen Dwarfismus, der ihren Gesichtsausdruck erklärte. Aufgrund eines verkürzten Unterkiefers und ihrer Zahnlosigkeit lag ihre Zunge permanent frei, was ihren Appetit jedoch nicht beeinträchtigte. Sie litt darüber hinaus an einer seltenen Form von Osteopetrose und erhielt daher Medikamente. Die aufgrund ihres Minderwuchses verkürzten Beine beeinträchtigten ihre Fähigkeit, sich fortzubewegen. Dank einer Therapie mit einer Assisi-Schlinge, einem Gerät zur elektromagnetischen Therapie, konnten ihre Leiden gemindert werden.
Bridavsky vertreibt diverse Merchandising-Artikel mit dem Konterfei von Lil Bub und spendet einen Anteil des Erlöses an verschiedene Organisationen und Einrichtungen wie z. B. Tierheime. Ein Buch mit dem Titel Lil Bub’s Lil Book: The Extraordinary Life of the Most Amazing Cat on the Planet wurde am 3. September 2013 veröffentlicht.
Lil Bub nahm an einer Kampagne der Tierrechtsorganisation PETA teil und warb für das Kastrieren und Sterilisieren von Haustieren.

## Auftritte
Lil Bub trat im August 2012 bei Good Morning America auf. Im Oktober 2012 nahm sie an einem Fotoshooting mit dem Bullett Magazine teil. Sie wurde ebenfalls in der Dezember/Januar-Ausgabe 2012/2013 des Bloom Magazine gezeigt. Im April 2013 erschien sie in den US-amerikanischen Fernsehsendungen Today und The View. Sie erschien ebenfalls in der YouTube Big Live Comedy Show mit Jack McBrayer und der Sitcom Workaholics.
Lil Bub trat u. a. mit Grumpy Cat im vom Vice Magazine produzierten Dokumentarfilm Lil Bub & Friendz auf, welcher am 18. April 2013 seine Premiere auf dem Tribeca Film Festival hatte und den mit 10.000 US-Dollar dotierten Titel für den Tribeca Online Festival Best Feature Film gewann.